# Rasinja
Rasinja è un comune della Croazia di 3 818 abitanti della regione di Koprivnica e Križevci.